# Gerodiidae
De Gerodiidae zijn een familie van uitgestorven kreeftachtigen uit de klasse van de Ostracoda (mosselkreeftjes).

## Geslacht
- Baschkirina Rozhdestvenskaya, 1959 †